# Chiesa di San Gregorio Magno (Veronella)
La chiesa di San Gregorio Magno è la chiesa della parrocchia di San Gregorio di Cavalpone, ubicata a San Gregorio, frazione del Comune di Veronella, in provincia di Verona e diocesi di Vicenza; fa parte del Vicariato di Cologna Veneta, più precisamente dell'Unità Pastorale Veronella Zimella.

## Storia
Le origini del luogo di culto sono legate alla nascita del Comune di Cavalpone, il cui territorio si trovava nei dintorni della confluenza dell’Alpone nell’Adige, come dice lo stesso toponimo (Caput Alponis).
La chiesa viene nominata per la prima volta in un documento del 1224.
Nel 1445 il territorio fece parte di un feudo controllato dai Conti Lavagnoli, che ottennero lo ius eligendi, cioè il diritto di nominare un sacerdote officiante nelle chiese di S. Gregorio e di S. Apollinare, solo all’inizio del XVI secolo. 
Proprio nel Cinquecento la chiesa di S. Gregorio diventa parrocchiale. Le visite pastorali ci informano come ci fossero in origine solo tre altari: il maggiore e quelli dedicati a Sant'Urbano e alla Madonna del Rosario, a cui se ne aggiungeranno altri due.
Il diritto di giuspatronato passò all’inizio dell’Ottocento ai Da Mula di Venezia e successivamente ai Dal Covolo, a causa di un matrimonio con una Guarnieri di Feltre.
Proprio agli inizi del XIX secolo la chiesa, giudicata piccola e pericolante, fu abbattuta per costruirne una nuova, su progetto del veronese Francesco Fostini, nello stesso periodo in cui si stava costruendo il Duomo di Cologna Veneta.
Il 5 giugno 1814 fu benedetta la prima pietra e nel 1818 l’edificio fu terminato, anche se solo verso la fine dell’Ottocento fu ultimato nelle decorazioni interne e nelle rifiniture, mentre il pavimento risale al 1856.
Il 12 maggio 1907 il tempio fu consacrato dal Vescovo di Vicenza mons. Antonio Feruglio.

## Descrizione

### Esterno
La facciata, neoclassica, richiama quella del Duomo di Cologna Veneta in forma semplificata, senza pronao, con un zoccolo in pietra che sostiene quattro semicolonne che reggono il timpano, al cui vertice vi è una Croce metallica.
Nei due scomparti laterali si trovano due nicchie contenenti a sinistra la statua di San Pietro e a destra di San Giovanni Battista.
L’aula è coperta da un tetto a quattro spioventi.

### Interno
Internamente la chiesa è a navata unica, con quattro cappelle laterali. Il modulo classico, con lesene e grandi finestre termali richiama il già citato Duomo colognese.
Le pareti e il soffitto presentano decorazioni a tempera realizzate dai veronesi Attilio Trentini e Giovanni Bevilacqua. Al primo va attribuito il dipinto sopra la porta laterale sinistra, una copia del San Michele di Guido Reni, mentre del secondo è il medaglione sul soffitto con San Gregorio Magno tra angeli.
Sul primo altare laterale, a destra rispetto all’entrata principale, vi è l’opera su tela Transito di San Giuseppe di L. Rizzi del 1891, mentre sugli altri tre altari troviamo le statue della Madonna del Rosario (secondo a destra), dell’Immacolata (primo a sinistra) e di San Gregorio Magno (secondo a sinistra).
Le stazioni della Via Crucis si devono al pittore veronese Benvenuto Ronca, eseguite nel 1881.
Ai lati dell’arco trionfale, sopra le porte della sacrestia e dell’oratorio, vi sono due tele del XVIII secolo del pittore vicentino Costantino Pasqualotto raffiguranti a sinistra Cristo e la Samaritana e a destra la Sacra Famiglia.
Nel presbiterio, rialzato di cinque gradini rispetto all’aula, è collocato l’altare maggiore, acquistato a modico prezzo agli inizi dell’Ottocento e proveniente dal vecchio Duomo di Cologna Veneta. Secondo Antonio Lora sarebbe opera eseguita tra il 1725 e il 1728 o poco dopo dallo scultore Giovanni Bonazza e dal figlio Antonio.
Il tabernacolo, imponente rispetto al presbiterio, ha la portella in sbalzo dorato, con sette angioletti che si muovono intorno all’Ostia radiosa.
Ai lati del tabernacolo vi sono due grandi angeli, con quello di sinistra attribuito a Giovanni e quello di destra ad Antonio, mentre la mensa, ricca di elementi floreali, presenta due teste di cherubini agli angoli.
Al centro del paliotto è raffigurata la Deposizione dalla Croce, mentre negli ovali laterali vi sono le allegorie della Fede e della Speranza.
Sulle pareti del presbiterio vi sono due grandi quadri a tempera del Bevilacqua raffiguranti Gesù che predica alla folla e il Miracolo dei pani e dei pesci, eseguiti nell’anno 1900.
La cappella feriale presenta un altare con paliotto che sostituisce la statua del Sacro Cuore di Gesù, posta su una colonna del sagrato, e alcune tele provenienti dall’antica chiesa di San Donato. Sono quattro tempere, staccate dal muro nel 1964, eseguite da Marco Marcola e raffiguranti la Presentazione di Maria al Tempio, l’Annunciazione, la Visita di Maria a Sant’Elisabetta e la Nascita di Gesù, risalenti al 1774.
La tela con la Crocifissione di Gesù con la Maddalena e altri santi è attribuita al padre di Marco, il pittore Gian Battista Marcola.
In sacrestia vi è il mobilio originale per i paramenti sacri ed una Croce processionale del Settecento.
In canonica si conservano altri quadri come l’Estasi di Santa Teresa d'Avila, copia dell’originale di Sebastiano Ricci presente nella chiesa di San Marco in San Girolamo in Vicenza, la Madonna del dito, una raffigurazione dell’Addolorata, di autore ignoto, e l’Angelo giustiziere, attribuito a Alessandro Varotari, detto il Padovanino, proveniente dal vecchio Duomo di Cologna Veneta.

#### L’organo
Sulla cantoria in controfacciata è presente un organo totalmente meccanico, costruito nel 1732 da Giuseppe Bonatti di Desenzano del Garda e ampliato da Gio Batta Zordan nel 1878.
Lo strumento proviene dal vecchio Duomo di Cologna Veneta.

## Campanile e campane
Il campanile sorge staccato dalla chiesa, diviso da essa dalla Via Bassa, a nord rispetto al luogo di culto.
Risalente al 1836, a base quadrata, presenta una cella campanaria con una bifora per lato, con archi a tutto sesto. Sopra di essa vi è un tamburo ottagonale che sostiene la cuspide al cui vertice è collocata una croce metallica
Il concerto campanario presente oggi sulla torre è composto da 5 campane in REb3, montate alla veronese e a doppio sistema, cioè suonabili sia manualmente sia con i motori. Questi i dati del concerto:
1 – REb3 – diametro 1316 mm - peso 1252 kg - Fusa nel 1868 da Cavadini di Verona.
2 – MIb3 – diametro 1175 mm - peso 902 kg - Fusa nel 1868 da Cavadini di Verona.
3 – FA3 – diametro 1046 mm – peso 627 kg - Fusa nel 1868 da Cavadini di Verona. 
4 – SOLb3 – diametro 982 mm - peso 530 kg - Fusa nel 1869 da Cavadini di Verona.
5 – LAb3 – diametro 871 mm - peso 367 kg - Fusa nel 1869 da Cavadini di Verona..